# Anthony Smith (MMA-udøver)
Anthony Smith (født 26. juli 1988 i Corpus Christi, Texas i USA) er en amerikansk MMA-udøver, der konkurrerer i Ultimate Fighting Championship 's (UFC) Light Heavyweight-divisionen. Som professionel konkurrent siden 2008 har han også tidligere konkurreret i Strikeforce og Bellator. I april, 2019 er han #4 på den officielle UFC light heavyweight rangeringsliste.

## Baggrund
Født i Corpus Christi, Texas, voksede Smith op i Nebraska City.  Han voksede op med sin enlige mor og bedstefar, da hans far var fraværende. Han har udtalt, at han er biracial. Smith droppede ud af gymnasiet i midten af 2. år. Han begyndte at arbejde på fuld tid som en cement-arbejder som han fortsatte med indtil 2016.

## MMA-karriere

### Tidlig karriere
Smith startede sin karriere i 2008 og kæmpede hovedsageligt for lokale organisationer i Midtvesten i USA. Han opbyggede en professionel rekordliste på 13-7, med sejre mod WEC-veteranerne Logan Clark, Eric Schambari og nederlag til UFC-veteranerne Jake Hecht og Jesse Forbes , før han skrev kontrakt med Strikeforce .

### Strikeforce
Smith fik sin Strikeforce debut den 22. juli 2011 på Strikeforce Challengers: Bowling vs. Voelker III mod Ben Lagman, hvor han erstattede en skadet Louis Taylor.   Han vandt via KO i anden runde.
Smith stod over for Adlan Amagov den 18. november, 2011, på Strikeforce Udfordrere: Britt vs. Sayers. Han tabte via KO i første runde.
Smith stod over for Lumumba Sayers den 18. august, 2012 på Strikeforce: Rousey vs. Kaufman. Han vandt via submission i første runde.
Smith mødte Roger Gracie den 12 januar, 2013 på Strikeforce: Marquardt vs. Saffiedine. Han tabte via submission i anden runde.
Efter afslutningen af Strikeforce, rykkede Smith til UFC.

### Ultimate Fighting Championship
I sin debut mødte Smith Antônio Braga Neto den 8. juni 2013, på UFC på Fuel TV 10 . Han tabte kampen via kneebar submission i første runde.  Han blev efterfølgende frigivet fra UFC . 

### Bellator MMA
Den 18. april 2014 fik Smith sin Bellator MMA- debut mod Victor Moreno på Bellator 117, hvor han vandt via triangle choke submission i anden runde.
Smith mødte Brian Green den 17. oktober 2014 ved Bellator 129.  Han vandt kampen via enstemmig afgørelse.

### Tilbagevenden til Ultimate Fighting Championship
Den 16. februar, 2016 skrev Smith igen kontrakt med UFC. Han mødte organisations-nybegynderen Leonardo Augusto Leleco den 21. februar, 2016, på UFC Fight Night 83, hvor han erstattede en skadet Trevor Smith. Han vandt kampen via enstemmig afgørelse.
Smith blev kortvarigt sat til at møde Scott Askham den 8 juli 2016, på The Ultimative Fighter 23 Finale. Men Askham trak sig ud af kampen på den 28. april, og blev erstattet af Cezar Ferreira. Han tabte kampen via enstemmig afgørelse.
Smith mødte herefter Elvis Mutapcic 3. december, 2016, på The Ultimative Fighter 24 Finale. Han vandt kampen via TKO i anden runde, og blev tildelt en Performance of the night bonus.
Smith mødte Andrew Sanchez den 15. april, 2017, ved UFC on Fox 24. Han vandt kampen via knockout på grund af en kombination af knæ og slag i tredje runde.
Smith stod over for Hector Lombard den 16. september, 2017 på UFC Fight Night 116. Han vandt kampen via teknisk knockout i tredje runde.
Smith stod over for Thiago Santos den 3 februar 2018 på UFC Fight Night 125. Han tabte kampen via teknisk knockout. Begge deltagere fik en Fight of the Night bonus.

### Skift til Light Heavyweight-divisionen
Smith mødte den tidligere mester Rashad Evans i hans light heaveyweight debut på juni 9, 2018, ved UFC 225. Han vandt kampen via knockout i første runde.
Med kort varsel erstattede Smith Volkan Oezdemir og mødte endnu en tidligere tidligere mester, Maurício Rua den 22. juli 2018 i hovedkampen på UFC Fight Night 134. Han vandt kampen via knockout i første runde.  Denne sejr tildelte ham Performance of the Night-prisen. 
I sin tredje kamp på 5 måneder mødte Smith, Volkan Oezdemir den 27. oktober 2018 på UFC Fight Night 138.  Han vandt kampen via submission i tredje runde.  Sejren tildelte ham sin anden Performance of the Night-pris i træk. 
I sin højest profilerede kamp i sin karriere mødte Smith Jon Jones om UFC Light Heavyweight Championship den 2. marts 2019, på UFC 235. Han tabte kampen via enstemmig afgørelse. 
Smith forventes at møde Alexander Gustafsson den 1. juni 2019 på UFC Fight Night 152 . 

## Mesterskaber og præstationer
- Ultimate Fighting Championship
  - Performance of the Night (Tre gange) vs. Elvis Mutapcic, Maurício Rua og Volkan Oezdemir [33]
  - Performance of the Night (Én gang) vs. Thiago Santos [40] [36]
- Cage Fury Fighting Championships
  - CFFC Middleweight Championship (Én gang)
- Victory Fighting Championships
  - Victory FC Middleweight Championship (Én gang)

## Privatliv
Smith er gift og har tre døtre, født i 2011, 2014 og 2017. 